# Невена Поповић (вајарка)
Невена Поповић (Београд, 1976) српска је вајарка, истраживач ликовних уметности, педагог и стручњак за дигитализацију културне баштине.
Доцент је Факултета уметности Универзитета у Приштини.

## Биографија

### Школовање
Школовала се на Факултету ликовних уметности у Београду, на Вајарском одсеку где је завршила основне, магистарске и докторске уметничке студије.
Као гост–студент боравила је на Академији ликовних уметности у Бечу и Аристотеловом универзитету у Солуну.

### Уметнички рад
У њеном раду евидентна је „вера у моћ уметности да расветљава стварност, дефинише појаве и пружа отпор на наметнуте друштвене околности“.
Учествовала је на бројним самосталним и колективним изложбама, уметничким догађајима, ликовним колонијама и радионицама у Србији (Београд, Орловат, Грачаница, Крагујевац, Бор, Смедерево, Сомбор, Сићево, Опово, Сопоћани...) и иностранству (Румунија, Турска, Аустрија, Шпанија, Данска, Шведска, Италија, Немачка, Француска, Грчка, САД, Македонија, БиХ). Добитник је награде XX Пролећног анала Дома културе Чачак, 2016. године: плакете Градске библиотеке „Владислав Петковић Дис“ за „досегнут баланс између истраживачког и уметничког аспекта“.
Као члан Удружења ликовних уметника Србије (2005) имала је статус самосталног уметника до 2012. године. Као активан члан међународног удружења Sculpture-network (2014) организује догађаје на националном нивоу поводом Међународног дана савремене скулптуре.
Њена уметничка дела се налазе у колекцији Музеја града Београда, у колекцији Музеја рударства и металургије у Бору, у Теленор колекцији савремене српске уметности, као и у колекцијама културних центара и приватних институција.

### Педагошки рад
Аутор је бројних уметничко образовних програма за децу и младе за које је добила неколико награда, међу којима је и наградa Факултета ликовних уметности у Београду „Богомил Карлаварис“ (2014) у знак признања за изузетне резултате и допринос у области ликовног васпитања и образовања.
Стални сарадник Дечјег културног центра Београд је од 2015. године где је ангажована као члан Уметничког савета и један од уређивача уметничких образовних програма за средњошколце.
Њен педагошки рад од 2012. везан је за Факултет уметности Универзитета у Приштини где је запослена у звању доцента.

### Дигитализација
Поред уметничког и педагошког ангажмана, учествује у пројектима дигитализације и презентације културне баштине. Члан је пројектног тима и уређивач сајта www.studioloflu.rs Архивирано на веб-сајту  (29. јун 2020) који је део пројекта Дигитализација авангардног уметничког наслеђа Факултета ликовних уметности у Београду — Кабинет Чуда ФЛУ под покровитељством Министарство културе Републике Србије.
Од 2018. члан је пројектног тима Дечјег културног центра Београд за дигитализацију и презентацију манифестације „Сусрет деце Европе — Радост Европе“.

## Самосталне изложбе (избор)
- Ринг, Галерија СУЛУЈ /Савеза удружења ликовних уметника Југославије/, Београд, 2002.
- Услојавање, Галерија „Звоно“, Боград, 2007.
- Не постоји свет, само острва..., Продајна галерија „Београд“, Београд, 2008.
- На повратном путу, Галерија савремене уметности, Панчево, 2009.
- Срећном човеку сат не откуцава, Ликовна галерија Културног центра Београда, Београд, 2015.
- Скупљачи времена, Галерија „Ремонт“, Београд, 2018.